# Marcel Meyer de Stadelhofen (Tischtennisspieler)
Marcel Meyer de Stadelhofen (* um 1914; † nach 1970) war ein Schweizer Tischtennisspieler mit seinen größten Erfolgen in den 1940er und 1950er Jahren. Er war sechsfacher nationaler Meister im Einzel und nahm an sieben Weltmeisterschaften teil.

## Werdegang
Marcel Meyer de Stadelhofen gewann bei den Nationalen Schweizer Meisterschaften zwischen 1938 und 1964 insgesamt 23 Titel, nämlich sechs im Einzel und 17 im Doppel. Mit dem Verein Silver Star Genf wurde er mehrmals Schweizer Mannschaftsmeister.
Von 1947 bis 1959 wurde er für sieben Weltmeisterschaften nominiert, kam dabei aber in den Individualwettbewerben nie in die Nähe von Medaillen. Lediglich mit der Mannschaft erreichte er 1950 Platz fünf und 1951 Platz sieben. 1958 nahm er an der Europameisterschaft teil.

## Turnierergebnisse
| Verband | Veranstaltung     | Jahr | Ort       | Land | Einzel     | Doppel     | Mixed        | Team |
| ------- | ----------------- | ---- | --------- | ---- | ---------- | ---------- | ------------ | ---- |
| SUI     | Weltmeisterschaft | 1959 | Dortmund  | FRG  | letzte 256 | letzte 128 | keine Teiln. | 23   |
| SUI     | Weltmeisterschaft | 1957 | Stockholm | SWE  | letzte 256 | letzte 64  | letzte 128   | 17   |
| SUI     | Weltmeisterschaft | 1955 | Utrecht   | NED  | letzte 64  | letzte 128 | letzte 64    | 14   |
| SUI     | Weltmeisterschaft | 1953 | Bukarest  | ROU  | letzte 64  | letzte 32  | keine Teiln. | 13   |
| SUI     | Weltmeisterschaft | 1951 | Wien      | AUT  | letzte 128 | letzte 64  | keine Teiln. | 7    |
| SUI     | Weltmeisterschaft | 1950 | Budapest  | HUN  | letzte 16  | letzte 64  | keine Teiln. | 5    |
| SUI     | Weltmeisterschaft | 1947 | Paris     | FRA  | letzte 64  | letzte 64  | keine Teiln. | 13   |